# Watkin Tudor Jones
Watkin Tudor Jones Junior, A.K.A. Ninja, né le 26 septembre 1974 à Johannesburg, est un rappeur, chanteur sud-africain, leader du groupe de Hip-Hop-Rave Die Antwoord.

## Biographie
Ninja a aussi fait partie d'autres projets comme MaxNormal.TV et The Constructus Corporation (en) auxquels il a participé avec Yolandi Visser.
Watkin Tudor Jones et Anri Du Toit (A.K.A. Yolandi Visser) ont eu une fille en 2005 nommée Sixteen Jones, étant à l'époque engagés dans une relation amoureuse qui n'a selon eux, pas duré. Ils se considèrent comme de meilleurs amis, d'inséparables partenaires, mais démentent un statut de couple.
Ces deux partenaires ont également adopté deux enfants, frère et sœur, nommés Meisie et Tokkie, un jeune garçon que l'on peut voir notamment dans les clips "I Fink you Freeky", "Ugly Boy", "Pitbull Terrier", "DntTakeme4apoes" et "Hot" du rappeur G-Boy.
Ninja est ambidextre comme le montre la lyric video de la chanson "Love Drug" où on peut le voir écrire et dessiner des deux mains en même temps.

## Polémiques
En 2019, l'ancien caméraman de son groupe publie une vidéo d'un festival en Australie datant de 2012 où l'on peut voir Ninja agresser un musicien homosexuel, Andy Butler. On y entend Yolandi Visser encourager le conflit et rire après qu'un membre de son groupe a frappé Andy Butler, ainsi que les deux rappeurs accuser celui-ci d'avoir agressé Yolandi Visser peu de temps auparavant dans les toilettes du festival. La vidéo devenant virale, le groupe est exclu de deux festivals et annonce l'annulation de sa tournée américaine. Die Antwoord répond que le caméraman a tordu la vérité dans son montage, qu'il n'est pas homophobe, l'un membre du groupe étant gay, et que le conflit avec Andy Butler a commencé bien avant les événements filmés par le caméraman.
Dans un autre temps, la rappeuse Zheani Sparkes prétend dans l'une de ses vidéos avoir été abusée sexuellement par le rappeur, ce qu'il nie. La chanson est alors immédiatement retiré des plateformes de streaming. Les avocats de Die Antwoord déposent également une plainte contre la jeune femme pour mensonges diffamatoires en affirmant que celle-ci tente de lancer sa carrière en utilisant le nom du groupe et lui donnent un délai de deux jours pour retirer le média.
Dans une vidéo publiée et supprimée de Youtube, Gabriel « Tokkie » du Preez, prétend avoir été victime de mauvais traitement, d'agressions sexuelles, d'esclavage ainsi que sa sœur Meisie de la part de ses parents adoptifs, Ninja et Yolandi.

## Discographie
- 1995 : Puff the Magik (avec The Original Evergreen)
- 2001 : Memoirs of a Clone
- 2001 : Songs from the Mall (avec Max Normal)
- 2003 : The Ziggurat (avec The Constructus Corporation)
- 2005 : The Fantastic Kill

Avec MaxNormal.TV :
- 2007 : Rap Made Easy
- 2008 : Good Morning South Africa

Avec Die Antwoord :
- 2009 : $O$
- 2010 : 5 (EP)
- 2010 : $O$ (réédition)
- 2012 : Tension
- 2014 : Donker Mag
- 2016 : Mount Ninji and Da Nice Time Kid
- 2020 : House Of Zef

## Filmographie
- 2004 : Picnic : Court métrage écrit par Anri Du Toit (A.K.A. Yolandi Visser)
- 2011 : Umshini Wam : Court métrage incluant Yolandi Visser et Ninja
- 2015 : Chappie : Ninja

## Documentaire
- 2010 : Tokoloshe : Court métrage de 13 minutes par le réalisateur Bernardo Loyola